# TBN 차차차 (경북)
차명준,김준혜의 TBN 차차차는 TBN 경북교통방송(포항 FM 103.5㎒, 울진 FM 103.7㎒)에서 평일 낮 12시 5분부터 1시 55분까지 방송되는 경북 동해안권 지역의 라디오 음악 프로그램이다.

## 매일코너
- (1부) "TBN라디오드라마, 실화극장" : 이거 실화냐? 얘기가 절로 나오는 재미난 국내외 토픽과 역사 속 이야기들을~ 라디오 드라마로 만난다!!
- (2부) "복.세.편.살 타임" : 복잡한 세상 편하게 살자! 퀴즈 풀때만은~~ 매일매일 다른 퀴즈와 푸짐한 상품을!!
- (3부) "확깨는 꼬꼬뮤직" : 와~우~! 나른한 오후 1시 꼬리에 꼬리를 잇는 확깨는 뮤직쇼~!!
- (4부) "무엇이든 물어보SHOW" (월/화/금) : 어리버리 준새댁과 족집게 웅도사의 세상만사 세태풍자 꽁~트

## 요일코너
- (월) "깨알상식 충전소" : 알아두면 피가 되고 살이되는 깨알같은 상식충전소~! 알송달송 퀴즈는 덤!
- (화) "우리지금 만나" : 다짜고짜 청취자 전화데이트, 보너스로 다짜고짜 퀴즈와 선물도!
- (수) "수요초대석" : 나른한 오후 신나는 라이브로 졸음을 쓰와~악!!
- (목) "부부의 세계" : 중장년층 청취자 저격 코너! 꽁트와 함께 부부간 그리고 가족 간 해도 된다 안된다 의 '선'을 청취자와 함께 정해보는 시간! / G.가수 하이디
- (금) "호기심 충전소" : 살다보면 궁금하지만 찾아본적은 없었던~ 그런 호기심거리들 충전 쫘~ - Guest. 인간 배터리 박민경 Reporter